# Alfred Gürtler (1899–1978)
Alfred Wiktor Gürtler (ur. 17 grudnia 1899 we Lwowie, zm. 11 lutego 1978 w Leeds) – kapitan obserwator Wojska Polskiego, oficer c. k. Obrony Krajowej, uczestnik wojny polsko-bolszewickiej, oficer techniczny Polskich Sił Powietrznych w Wielkiej Brytanii podczas II wojny światowej, autor projektu godeł eskadr 1 pułku lotniczego, kawaler Orderu Virtuti Militari.

## Życiorys
Syn Stanisława i Wiktorii z Girtlerów. We Lwowie ukończył siedmioklasową szkołę realną i rozpoczął studia na Wydziale Architektury Politechniki Lwowskiej. Po wybuchu I wojny światowej został powołany do odbycia służby w cesarsko-królewskiej Obronie Krajowej. Został skierowany do szkoły oficerów rezerwy artylerii. Na stopień chorążego rezerwy został mianowany ze starszeństwem z 1 sierpnia 1915. Jego oddziałem macierzystym był Pułk Strzelców Nr 10.
7 listopada 1918 roku wstąpił do odrodzonego Wojska Polskiego. Jako wyszkolony artylerzysta został skierowany do 3 baterii 5 pułku arterii polowej. 14 marca 1920 roku został skierowany na kurs obserwatorów lotniczych do Oficerskiej Szkoły Obserwatorów Lotniczych w Toruniu. Trudna sytuacja na froncie spowodowała skrócenie szkolenia, kadra i słuchacze Szkoły zostali przydzieleni do jednostek frontowych. Alfred Gürtler otrzymał przydział do 8 eskadry wywiadowczej na stanowisko obserwatora. Wyróżnił się w czasie bitwy warszawskiej, kiedy wykrył i z niskiego pułapu skutecznie zaatakował baterię nieprzyjacielskiej artylerii. 11 września 1920 roku w rejonie Uściługu również wykrył nieprzyjacielską baterię, którą zaatakował bombami, a uciekającą obsługę ostrzeliwał z karabinu maszynowego. W czasie wojny polsko-bolszewickiej wykonał 15 lotów bojowych, w tym 11 wywiadowczych i 4 na bombardowanie.
Po zakończeniu działań wojennych pozostał w Wojsku Polskim. 10 kwietnia 1921 roku został przeniesiony do 3 dywizjonu lotniczego, a 3 sierpnia 1921 roku bezterminowo urlopowany. Po powrocie z urlopu, od 6 lutego 1923 roku, służył jako wykładowca w Oficerskiej Szkole Obserwatorów Lotniczych. 31 sierpnia 1923 roku został zwolniony z czynnej służby w Wojsku Polskim i przeszedł do rezerwy. 1 grudnia 1925 roku, jako oficer rezerwy został powołany do czynnej służby wojskowej i przydzielony do 1 pułku lotniczego w Warszawie. 27 marca 1926 roku został skierowany na praktykę w Centralnych Warsztatów Lotniczych. 11 maja 1926 roku otrzymał przydział do 13 eskadry lotniczej. 4 marca 1928 został przemianowany na oficera zawodowego w stopniu porucznika ze starszeństwem z 1 stycznia 1926 i 1. lokatą w korpusie oficerów lotnictwa. W 1933 roku, w porozumieniu z dowódcami dywizjonów wchodzących w skład 1 pułku lotniczego, opracował projekty godeł eskadr tego pułku. W 1933 roku został przeniesiony do Instytutu Badań Technicznych Lotnictwa. 27 czerwca 1935 roku został mianowany na stopień kapitana ze starszeństwem od 1 stycznia 1935 roku i 42. lokatą w korpusie oficerów aeronautyki. W marcu 1939 roku, w tym samym stopniu i starszeństwie, zajmował 12. lokatę w korpusie oficerów lotnictwa, grupa techniczna. Pełnił wówczas służbę w Instytucie Technicznym Lotnictwa na stanowisku kierownika działu.
Po kampanii wrześniowej przedostał się do Wielkiej Brytanii, gdzie wstąpił do RAF. Otrzymał numer służbowy P-2965, służył w Polskich Siłach Powietrznych jako oficer techniczny. Wojnę zakończył w polskim stopniu kapitana i angielskim Flying Officer (F/O). Nie zdecydował się na powrót do Polski, pozostał na emigracji.
Zmarł 11 lutego 1978 roku w Leeds w Wielkiej Brytanii.

## Ordery i odznaczenia
Za swą służbę został odznaczony:
- Krzyżem Srebrnym Orderu Wojskowego Virtuti Militari nr 278 – 8 kwietnia 1921[15][16]
- Medalem Lotniczym[17]
- Medalem Niepodległości (9 listopada 1933)[18][11]
- Srebrnym Krzyżem Zasługi[11]
- Polową Odznaką Obserwatora nr 57 (11 listopada 1928)[19]
- Odznaką Obserwatora (Francja)[8]